# Glenea taeniata
Glenea taeniata là một loài bọ cánh cứng trong họ Cerambycidae.